# Gótico portugués

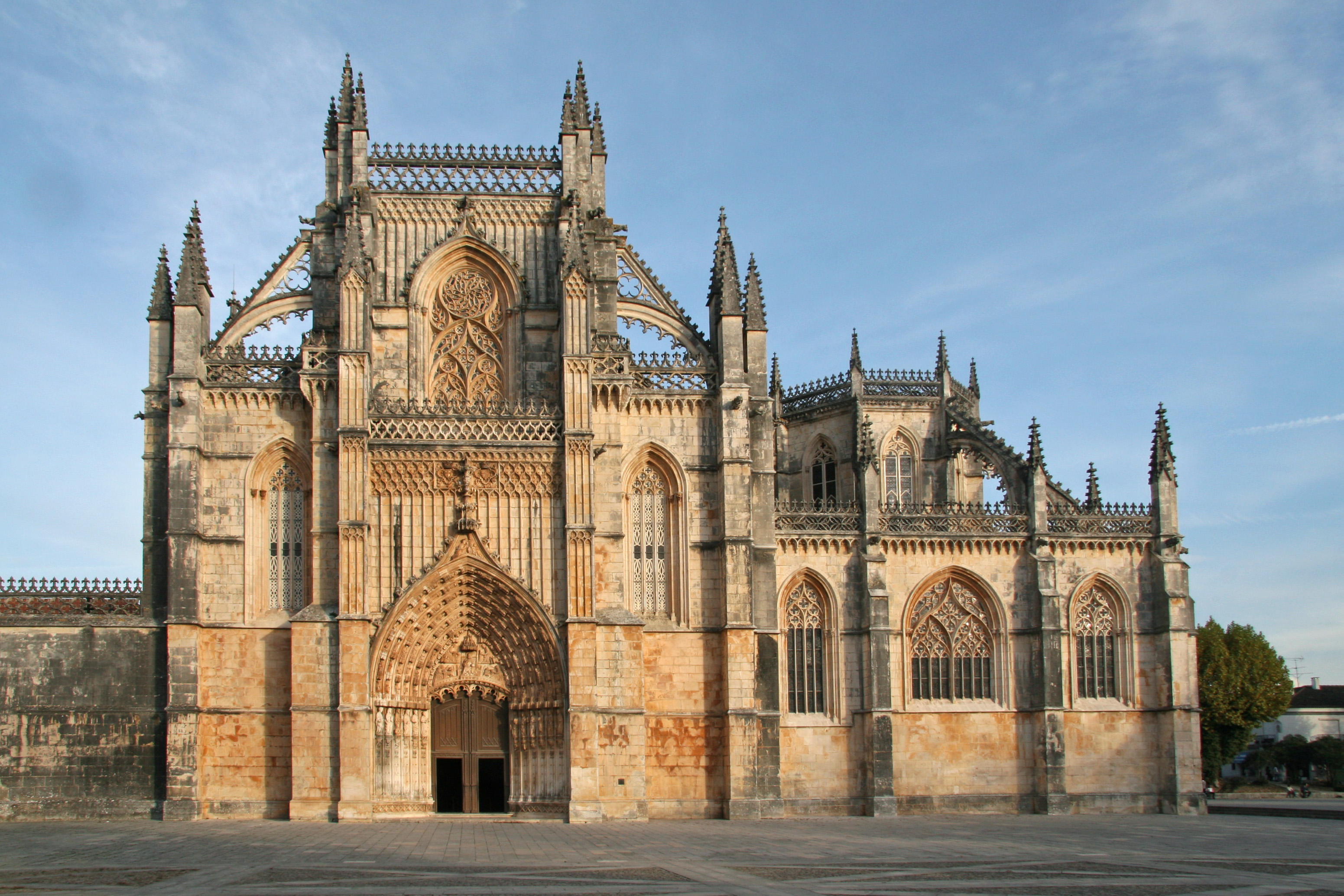
Monasterio de Batalha.

Gótico portugués o en Portugal son denominaciones historiográficas para designar la división espacial del arte Gótico que corresponde al reino de Portugal. Se localiza temporalmente entre finales del siglo XII y comienzos del siglo XVI. Únicamente en su fase final (el Manuelino) se destacan claras diferencias estilísticas con el Gótico del resto de la península ibérica o del resto de Europa.

## Arquitectura

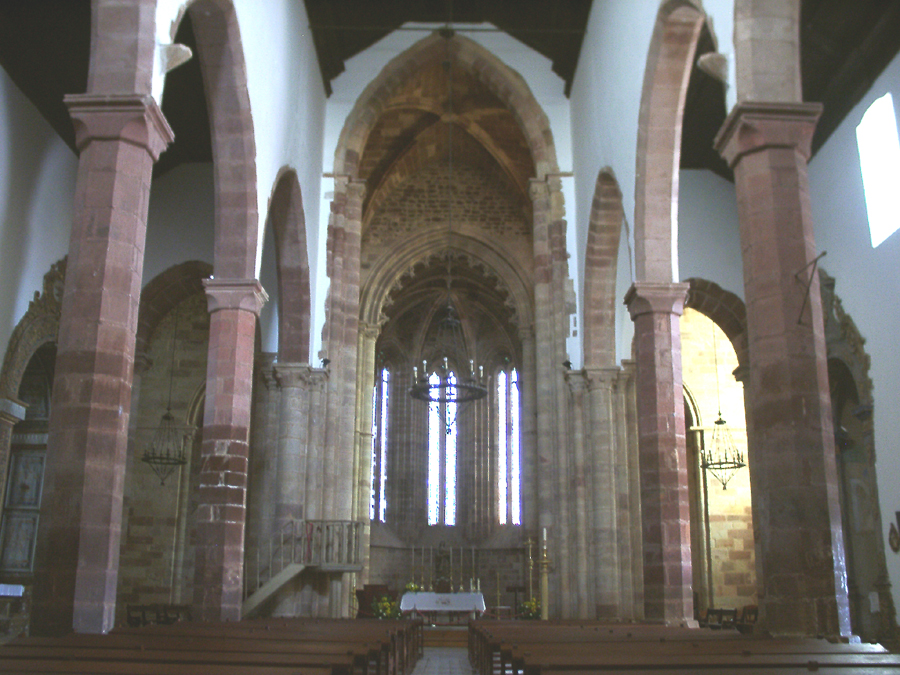
Catedral de Silves.

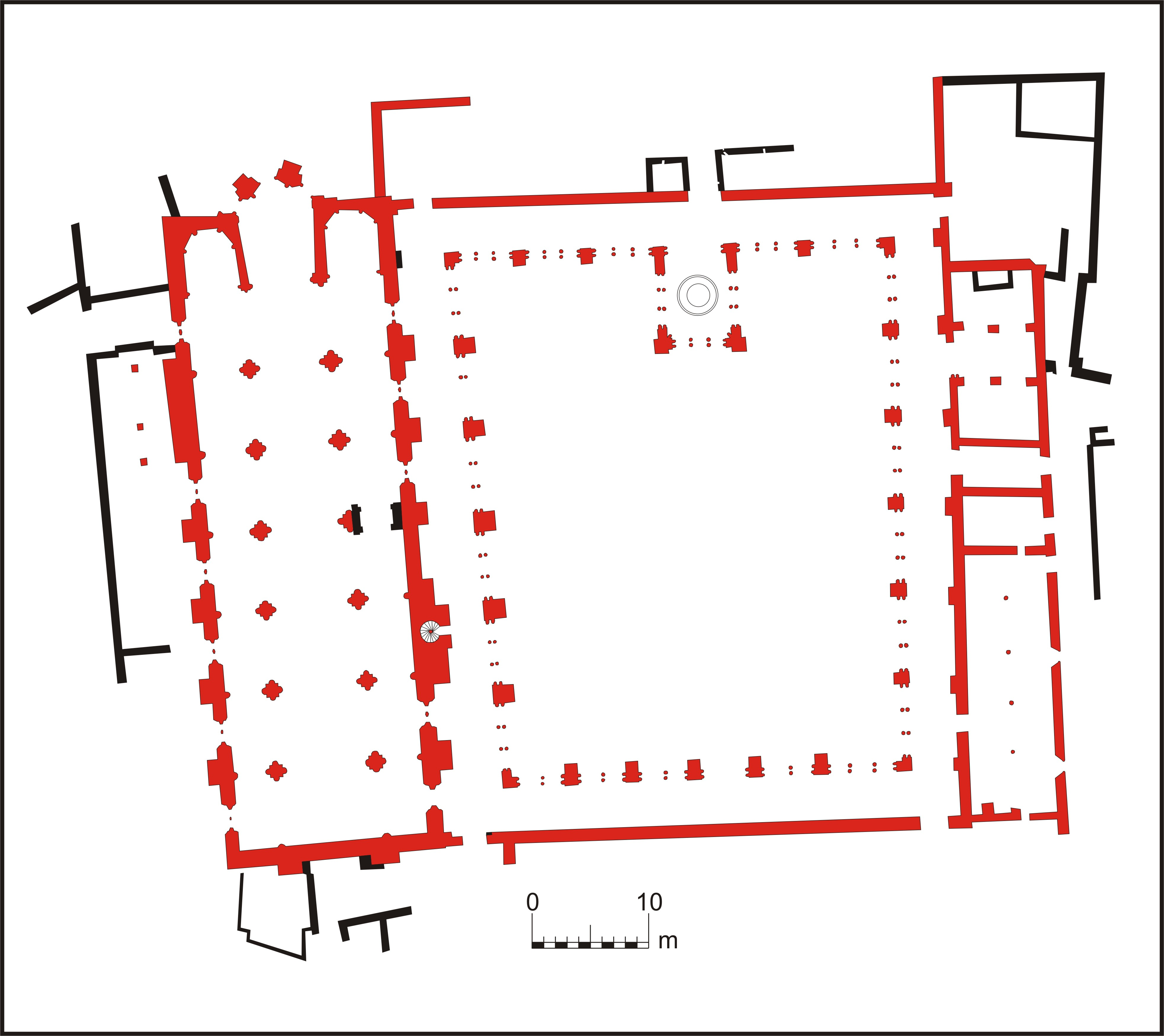
Planta del monasterio de Santa Clara-a-Velha.

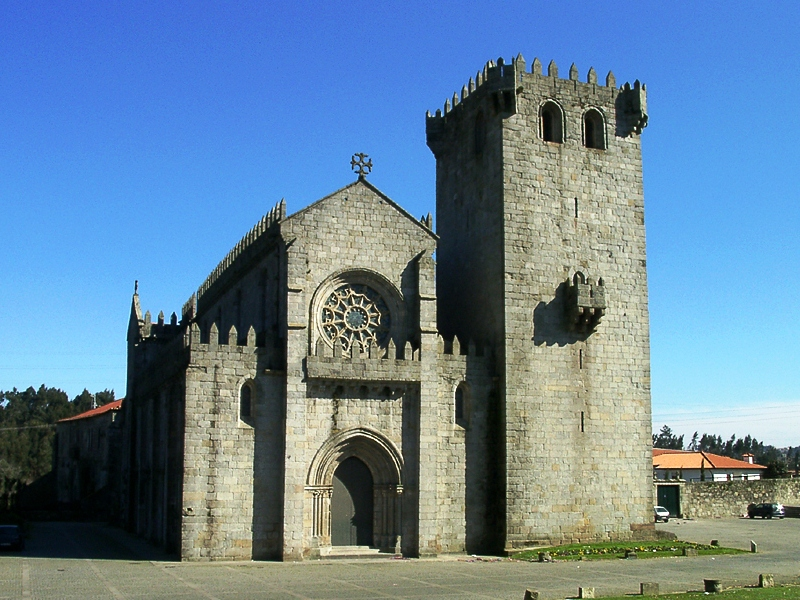
Monasterio de Leça do Bailio.

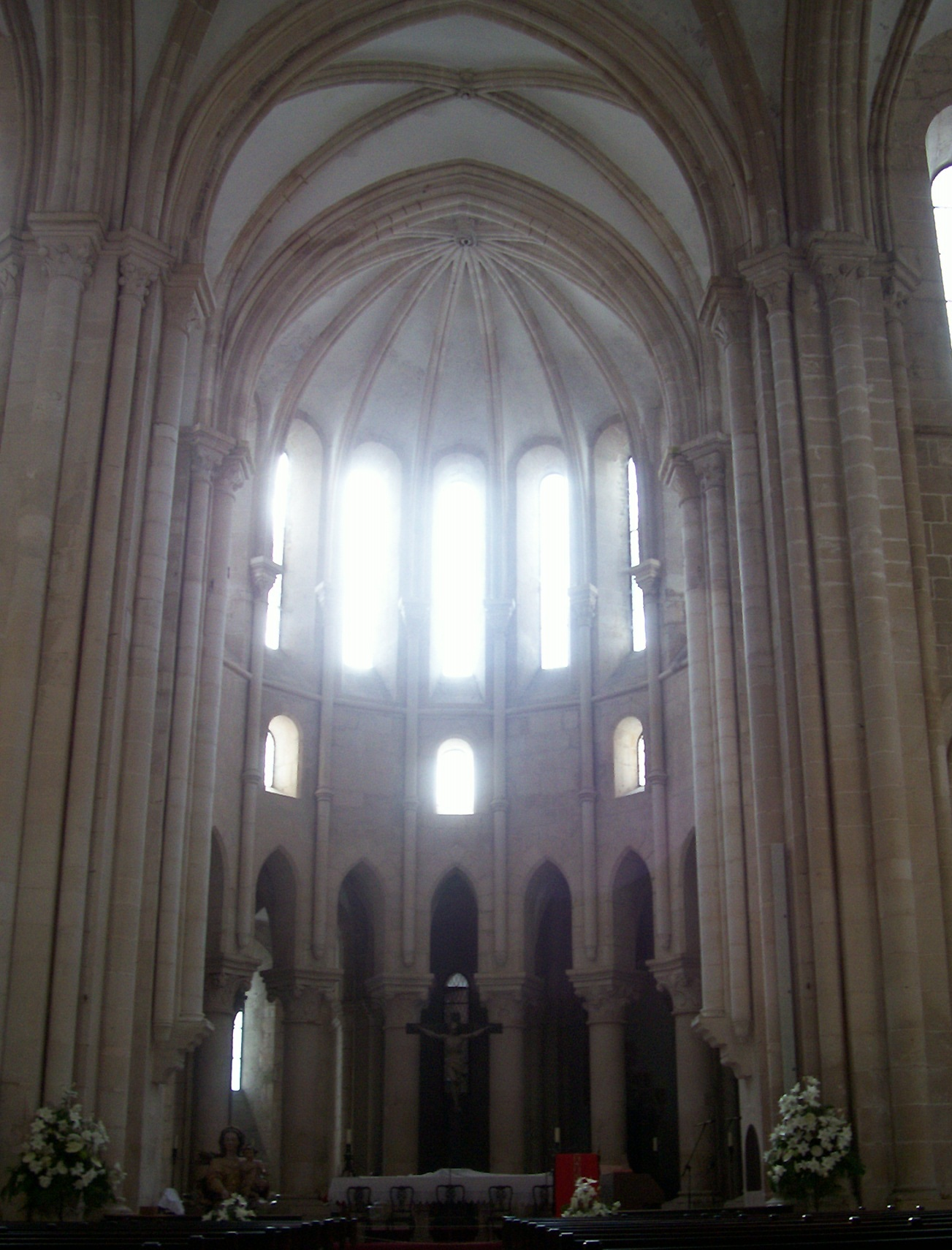
Monasterio de Alcobaza.

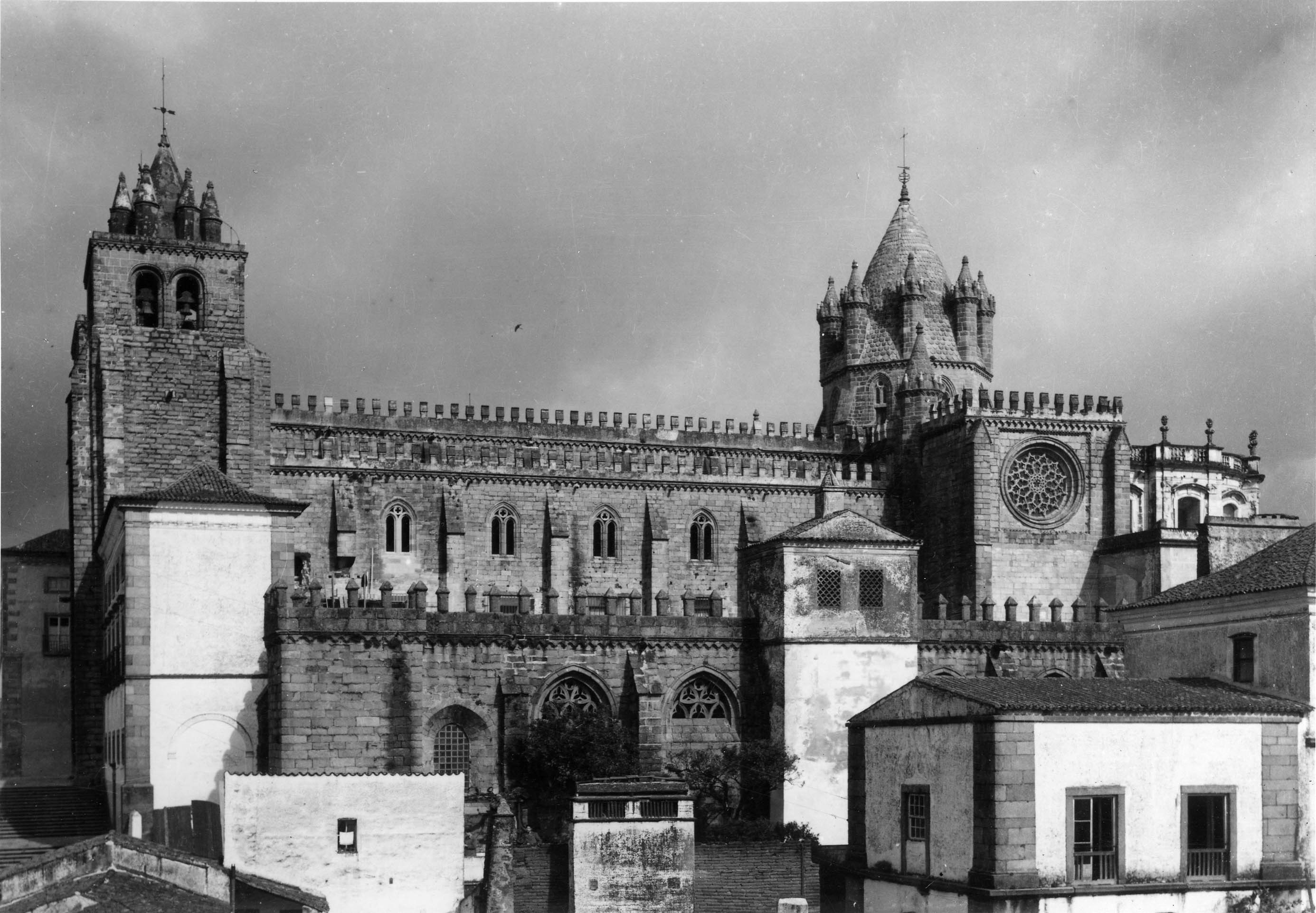
Catedral de Évora.

La arquitectura gótica portuguesa se inicia en el último cuarto del siglo XII con las obras del Monasterio de Alcobaza (1178-1222), fundado por Afonso Henriques, primer rey de Portugal, para la orden cisterciense. La sustitución del Románico por el Gótico fue lenta, con lo que hay muchas iglesias portuguesas tardorrománicas del siglo XIII y hasta del siglo XIV.
Las órdenes mendicantes (franciscanos, dominicos, carmelitas, agustinos) impulsaron el nuevo estilo con sus construcciones conventuales ("gótico mendicante") en las ciudades portuguesas de los siglos XIII y XIV (iglesias franciscanas y dominicas de Santarém y Guimarães, Mosteiro de Santa Clara-a-Velha -Coímbra, hoy en ruinas-, los conventos de San Francisco y Santa Clara -Vila do Conde- el convento do Carmo -Lisboa, hoy en ruinas y usado como museo arqueológico-, etc.) También las órdenes militares contribuyeron a la expansión del Gótico (iglesia de São João de Alporão -Santarém-, monasterio de Leça do Bailio -caballeros hospitalarios-, iglesia de Santa Maria dos Olivais -Tomar, templarios-). Algunas catedrales portuguesas también fueron construidas en estilo gótico (Catedral de Évora, siglos XIII-XIV, Catedral de Silves, siglos XIV-XV, y Catedral de Guarda, finales del siglo XIV-XVI).
Un ambicioso programa constructivo se desarrolló en el Monasterio de Batalha, que introdujo el gótico flamígero, diferenciándose de la estética mendicante. Fue mandado edificar por Juan I de Portugal como agradecimiento por la victoria frente a Castilla en la Batalla de Aljubarrota (1386-1517). Se nota su influencia en las construcciones del siglo XV (iglesia de Santa Maria da Graça -Santarém-, la capilla del castillo de Leiría, la Catedral de Guarda, el convento de Nossa Senhora da Conceição -Beja-, etc.)
Además de la arquitectura religiosa, muchos castillos fueron construidos o reformados en estilo gótico en Portugal (Leiría, Estremoz, Beja, Braganza y Santa Maria da Feira).

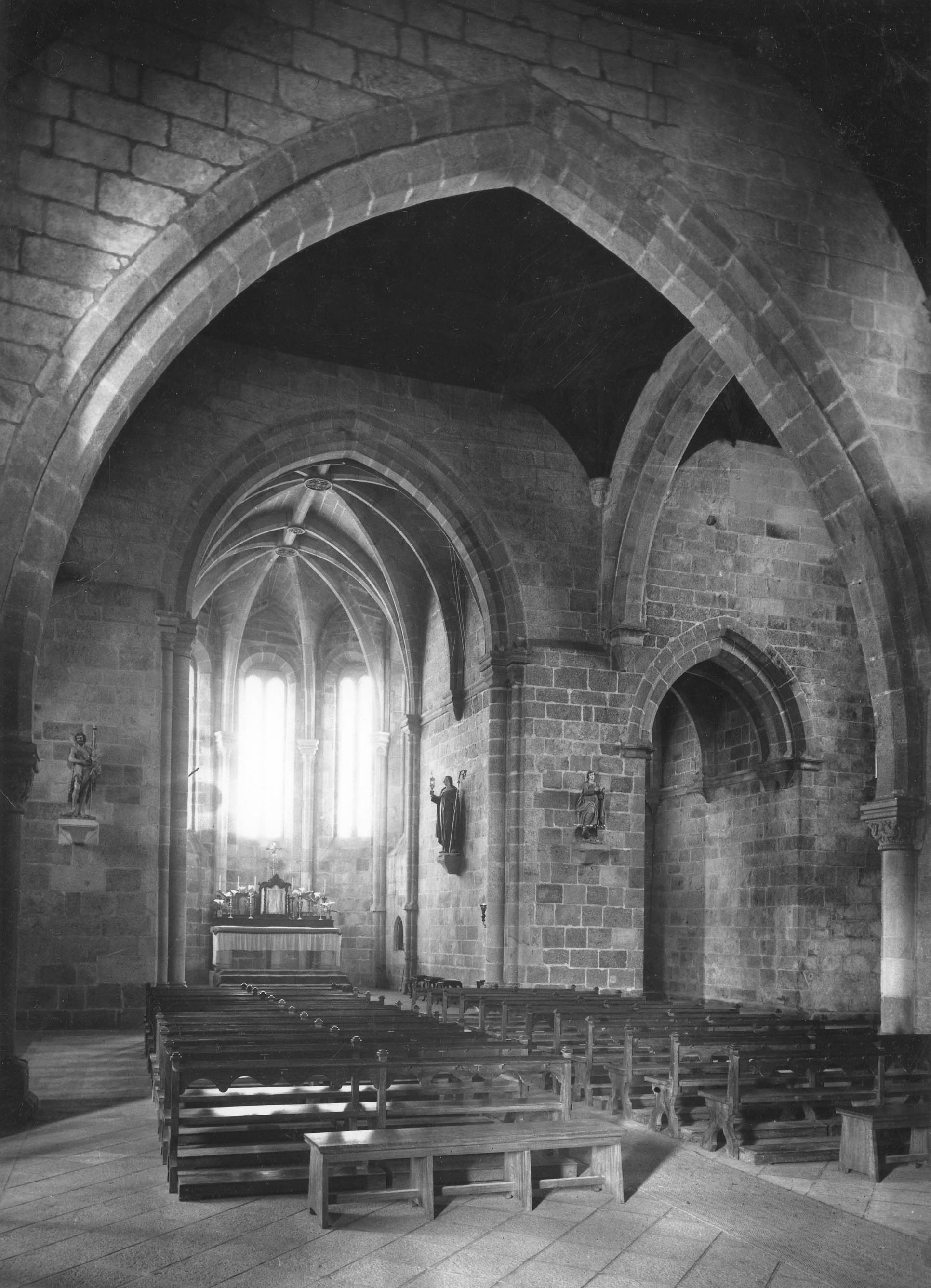
Iglesia de Santa Clara (Vila do Conde).
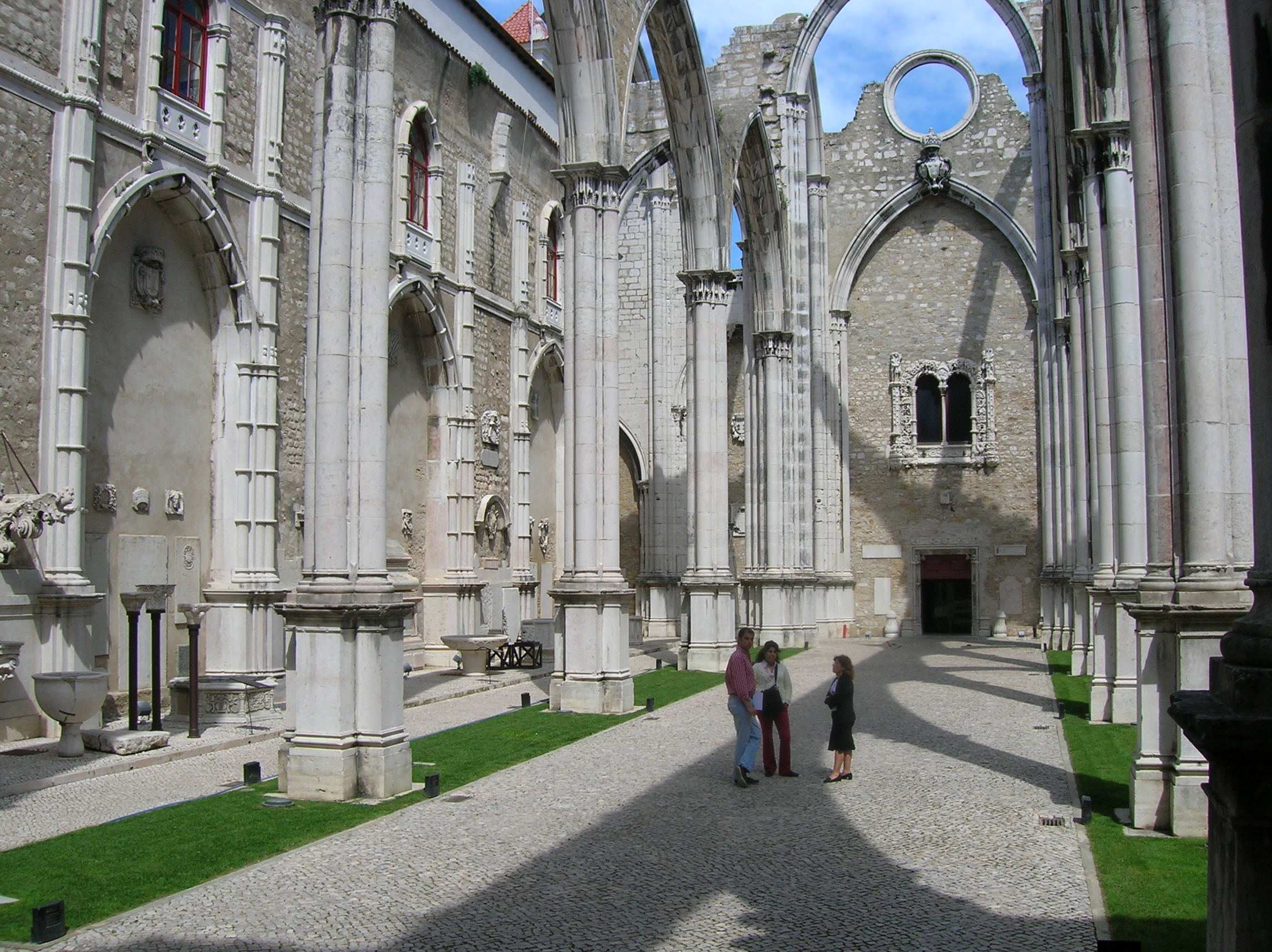
Ruinas del convento do Carmo ("del Carmen", Lisboa).
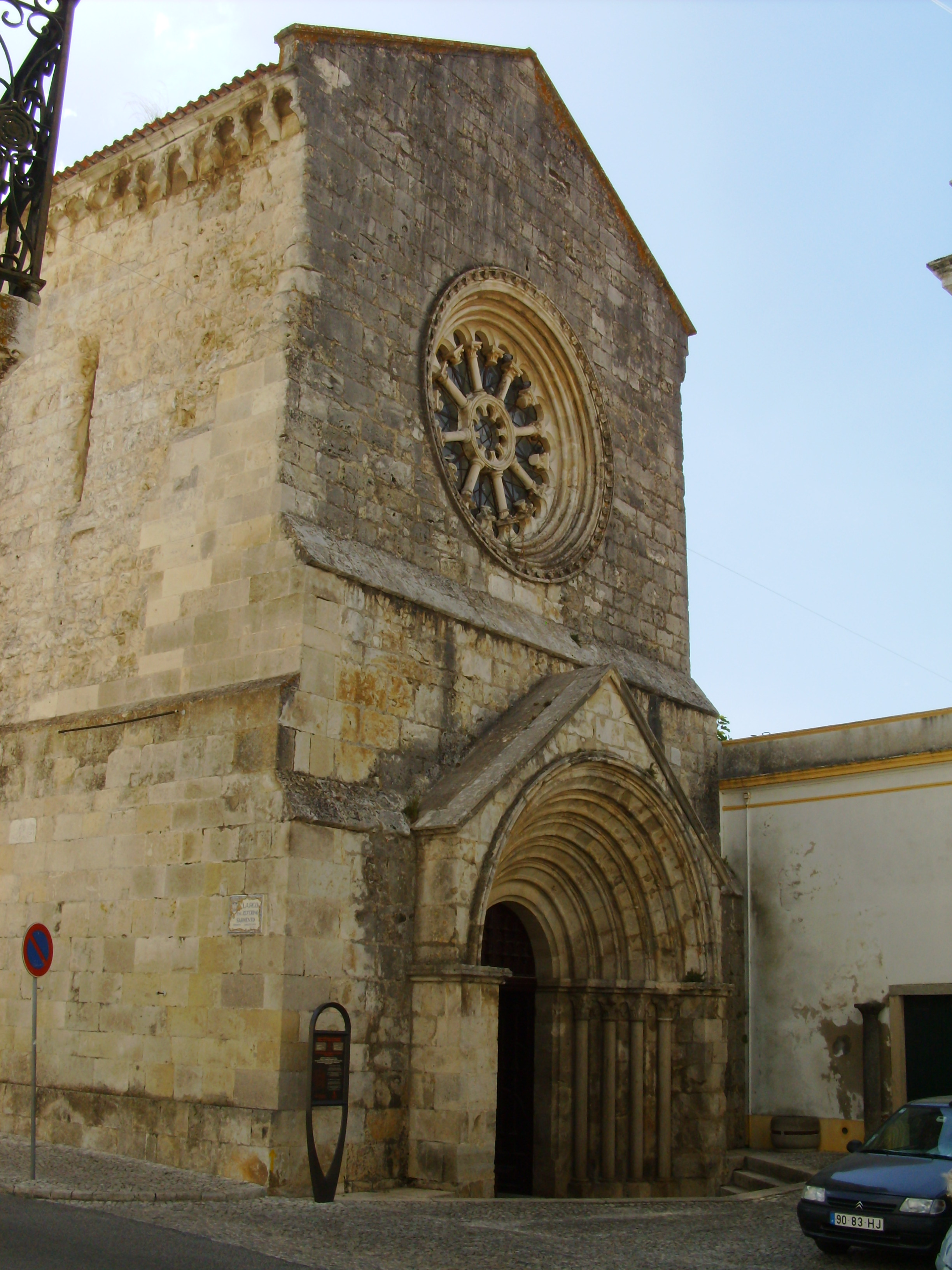
San Juan de Alporao.
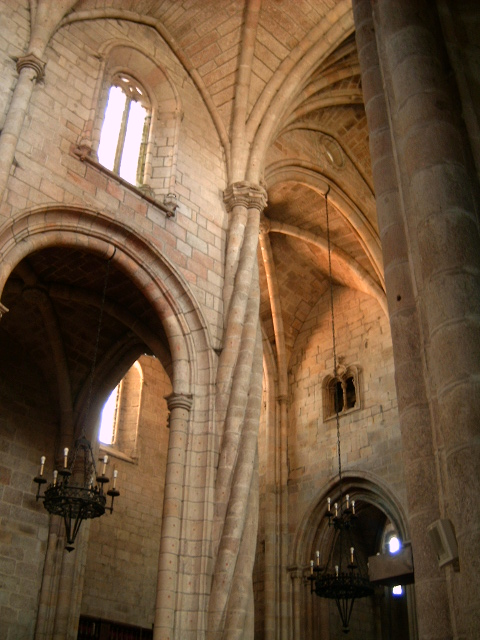
Coluna torsa ("columna retorcida") de la Catedral de Guarda.
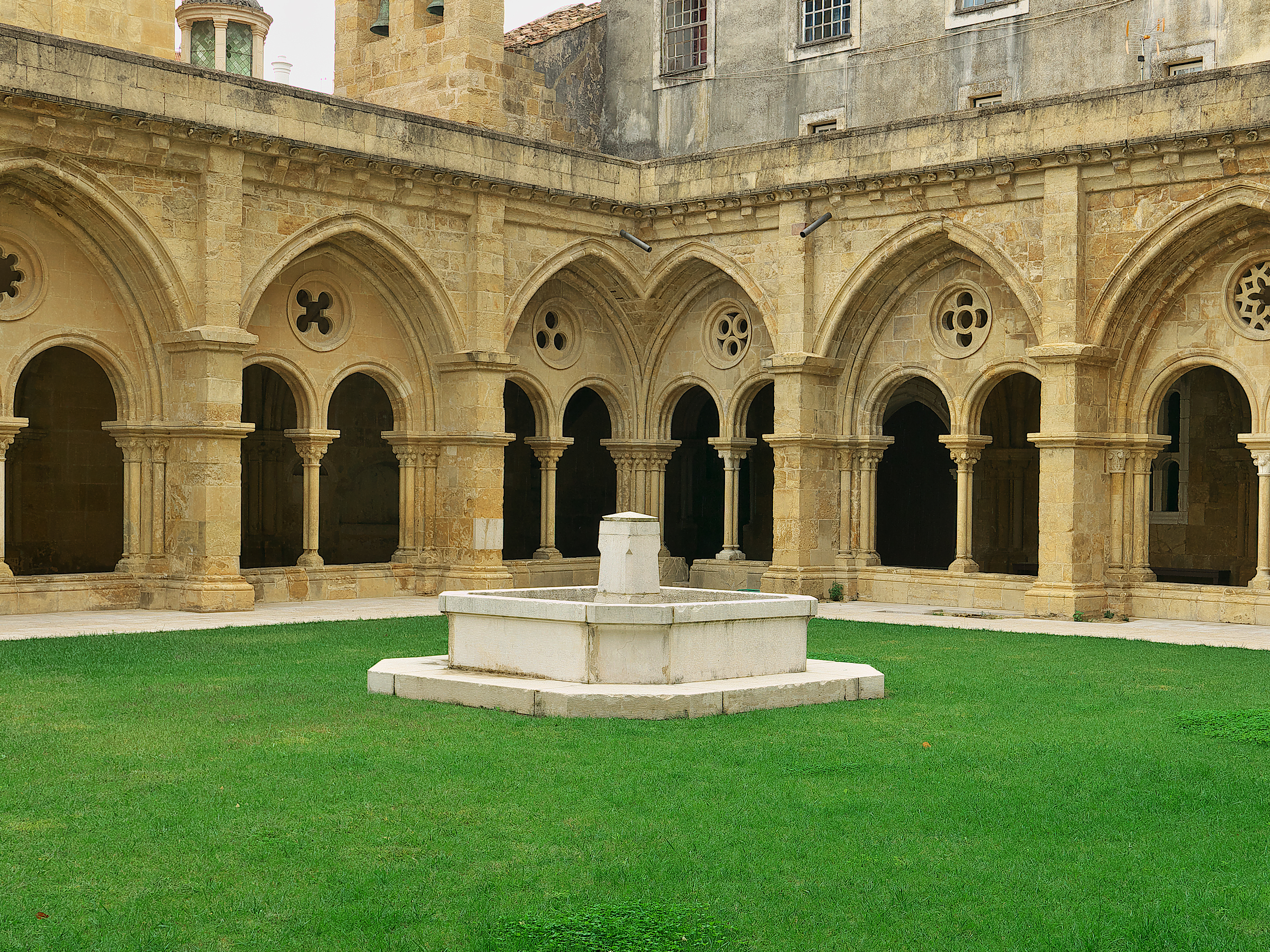
Sé Velha de Coimbra. Claustro.
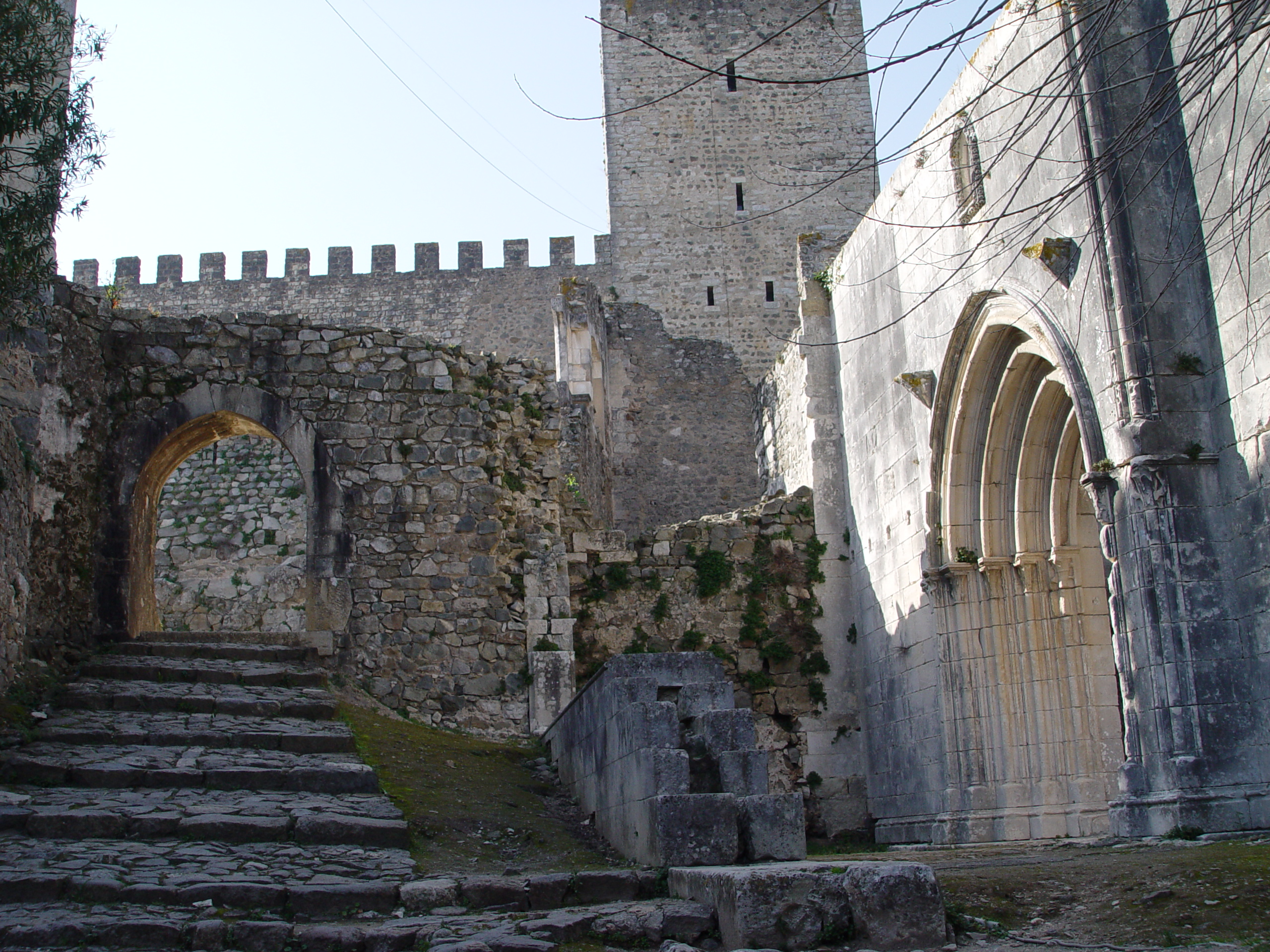
Castillo de Leiría.
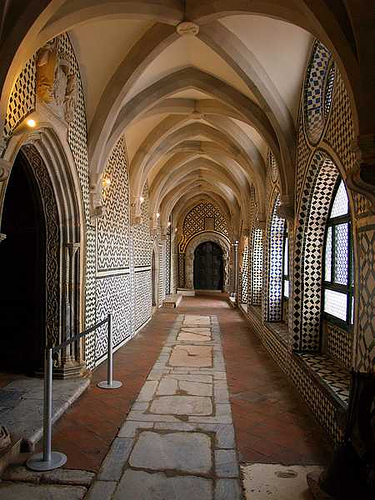
Convento de Nossa Senhora da Conceição ("Nuestra Señora de la Concepción", Beja)

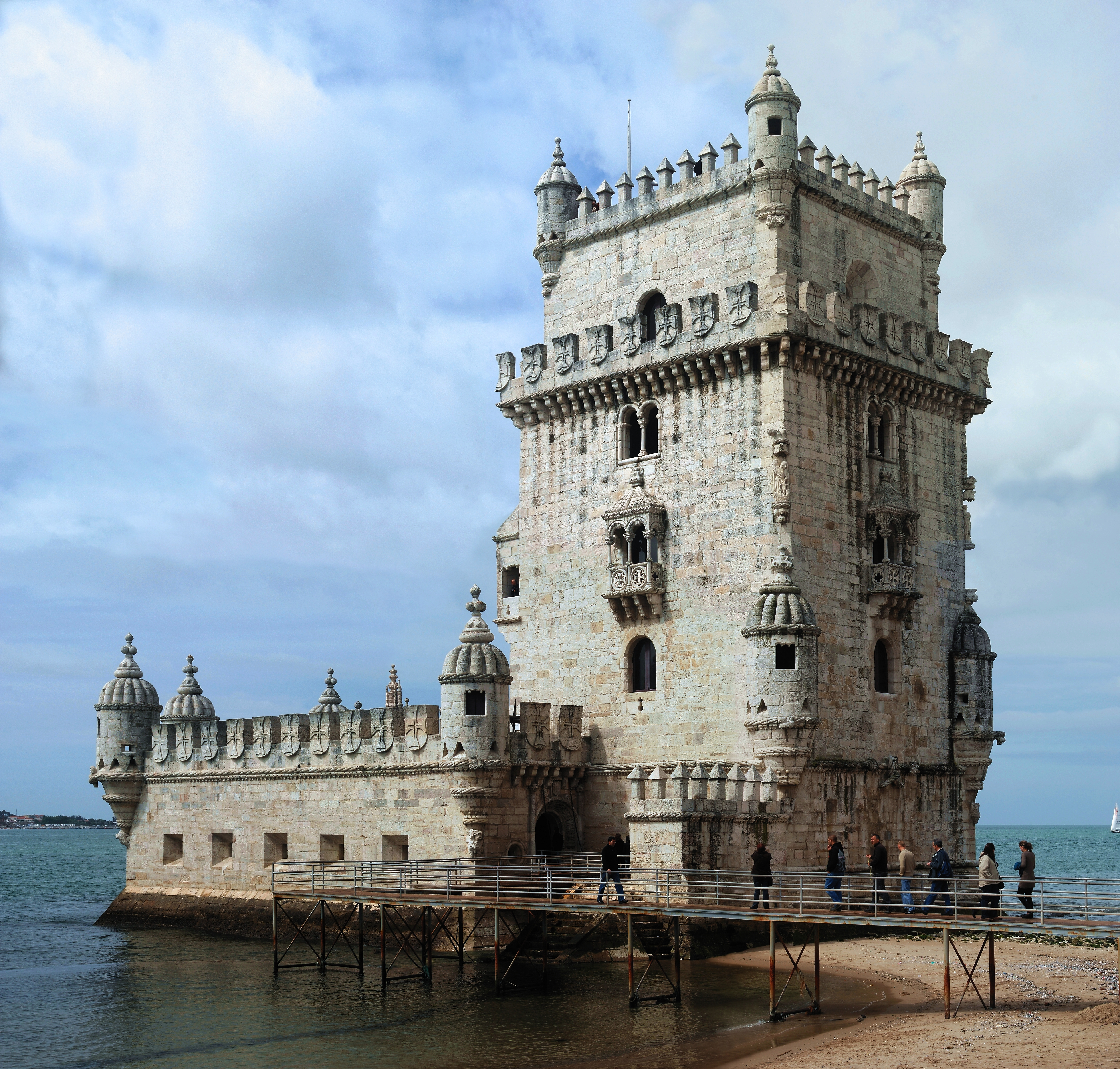
Torre de Belém

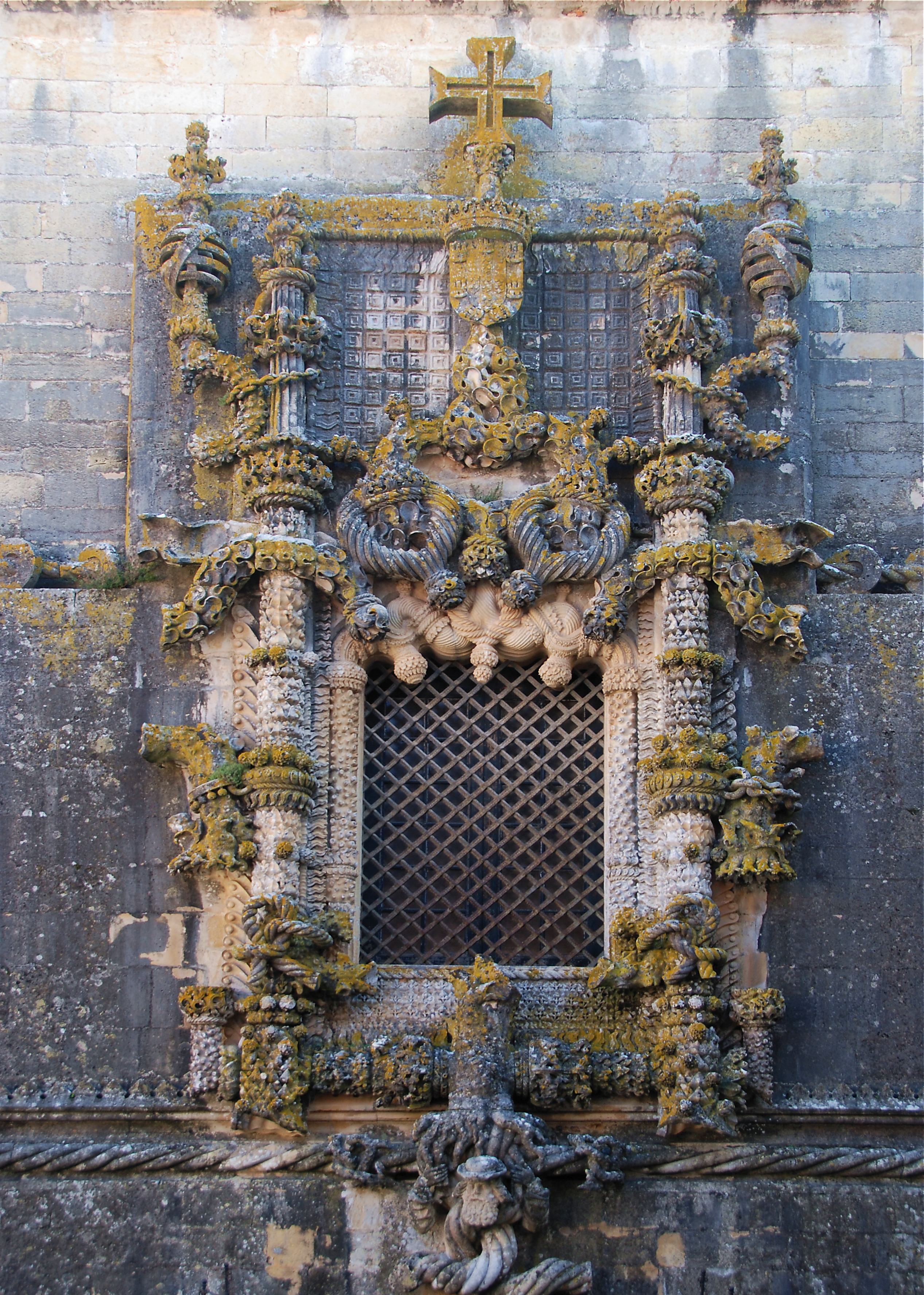
Ventana del Convento de Cristo.

### Manuelino
La sustitución del Gótico por el Renacimiento fue lenta, con un estilo de transición llamado Manuelino (por el rey Manuel I, 1495-1521), que mezcla formas y elementos decorativos del Renacimiento italiano con los del Gótico final y los locales (algunos directamente vinculados con la vocación marinera del reino, como las maromas), identificándose conscientemente como un "estilo nacional". A partir del monasterio de Jesús de Setúbal, considerado la primera obra manuelina, el estilo se extiende por Portugal, llegando a su madurez en dos edificios en una zona del Tajo a las afueras de Lisboa (la Torre de Belém y el Monasterio de los Jerónimos), en la iglesia del Convento de Cristo de Tomar y en dos partes del Monasterio de Batalha (las "Capillas Imperfectas" y el Claustro Real).

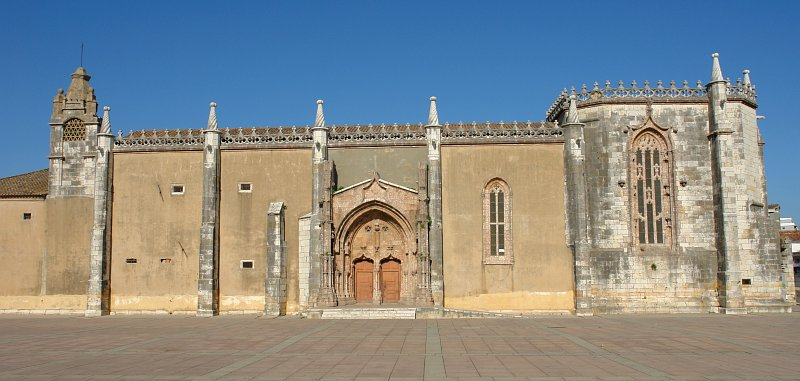
Monasterio de Jesús (Setúbal).
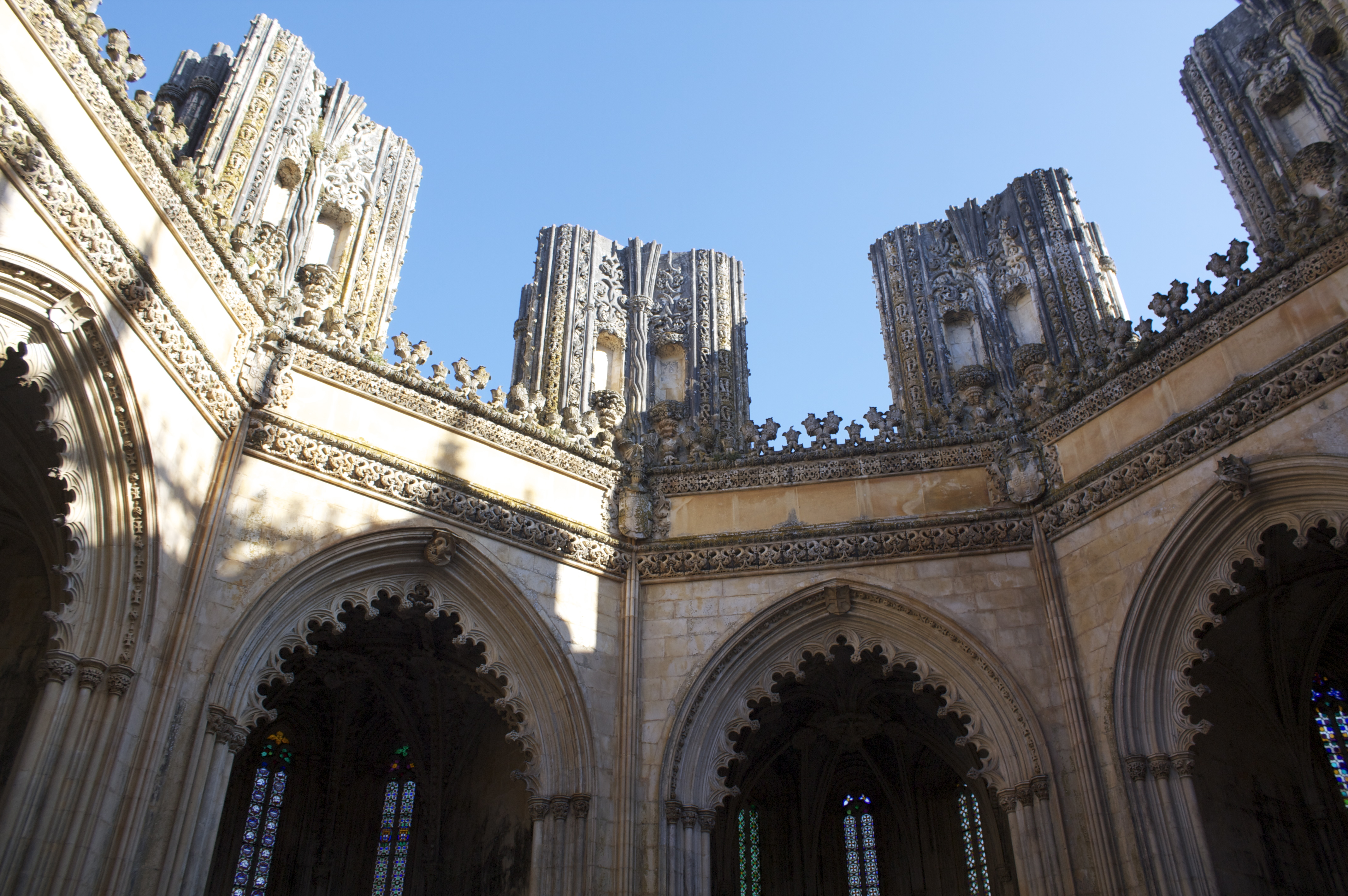
Capelas Imperfeitas ("capillas imperfectas" de Batalha).
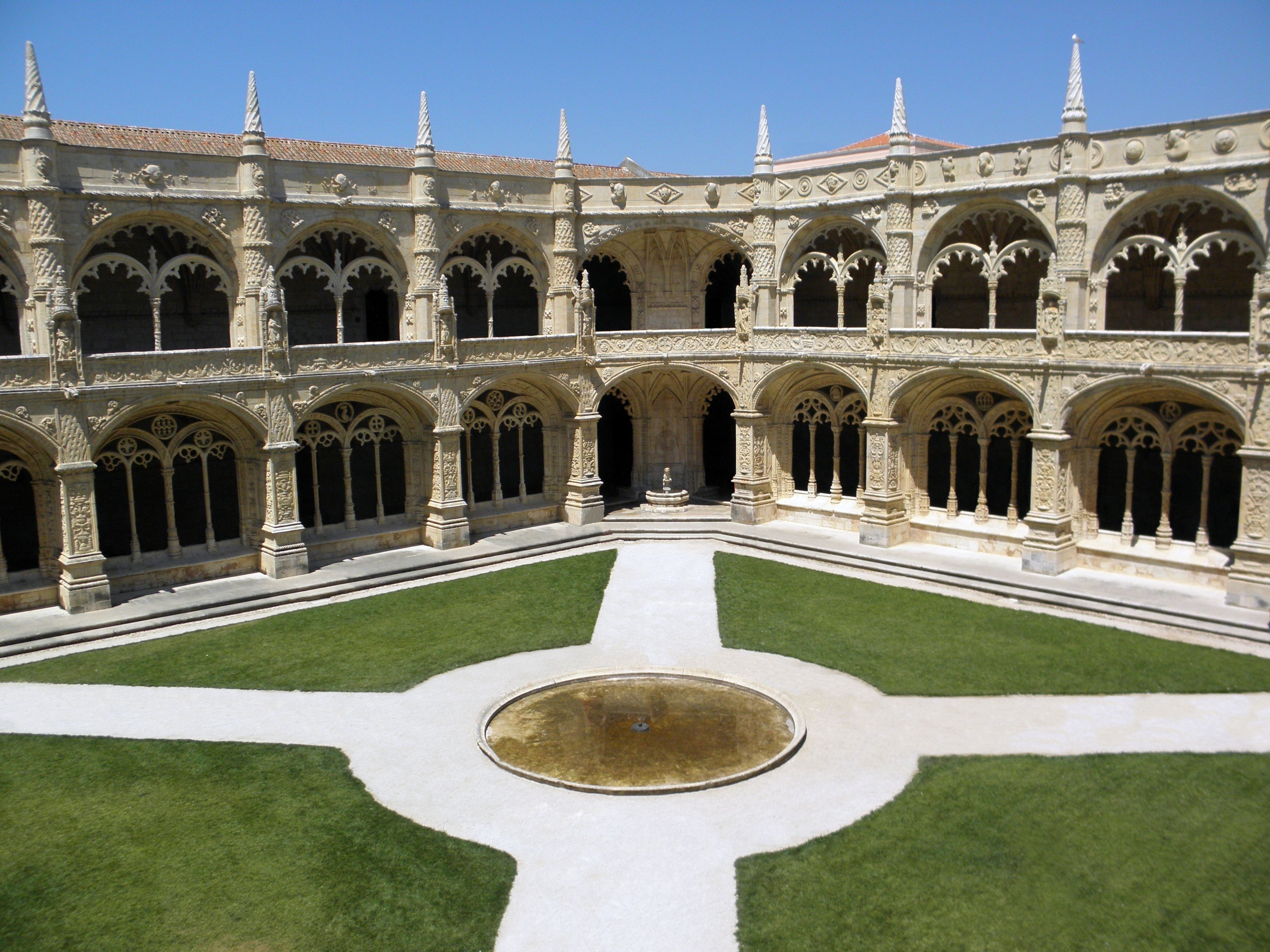
Claustro de los jerónimos de Lisboa.

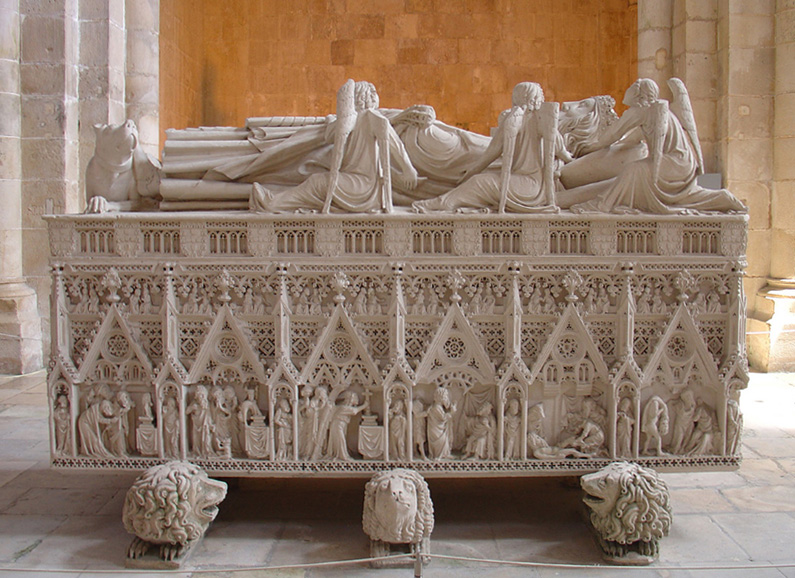
Sepulcros de Pedro I e Inés de Castro, monasterio de Alcobaza.

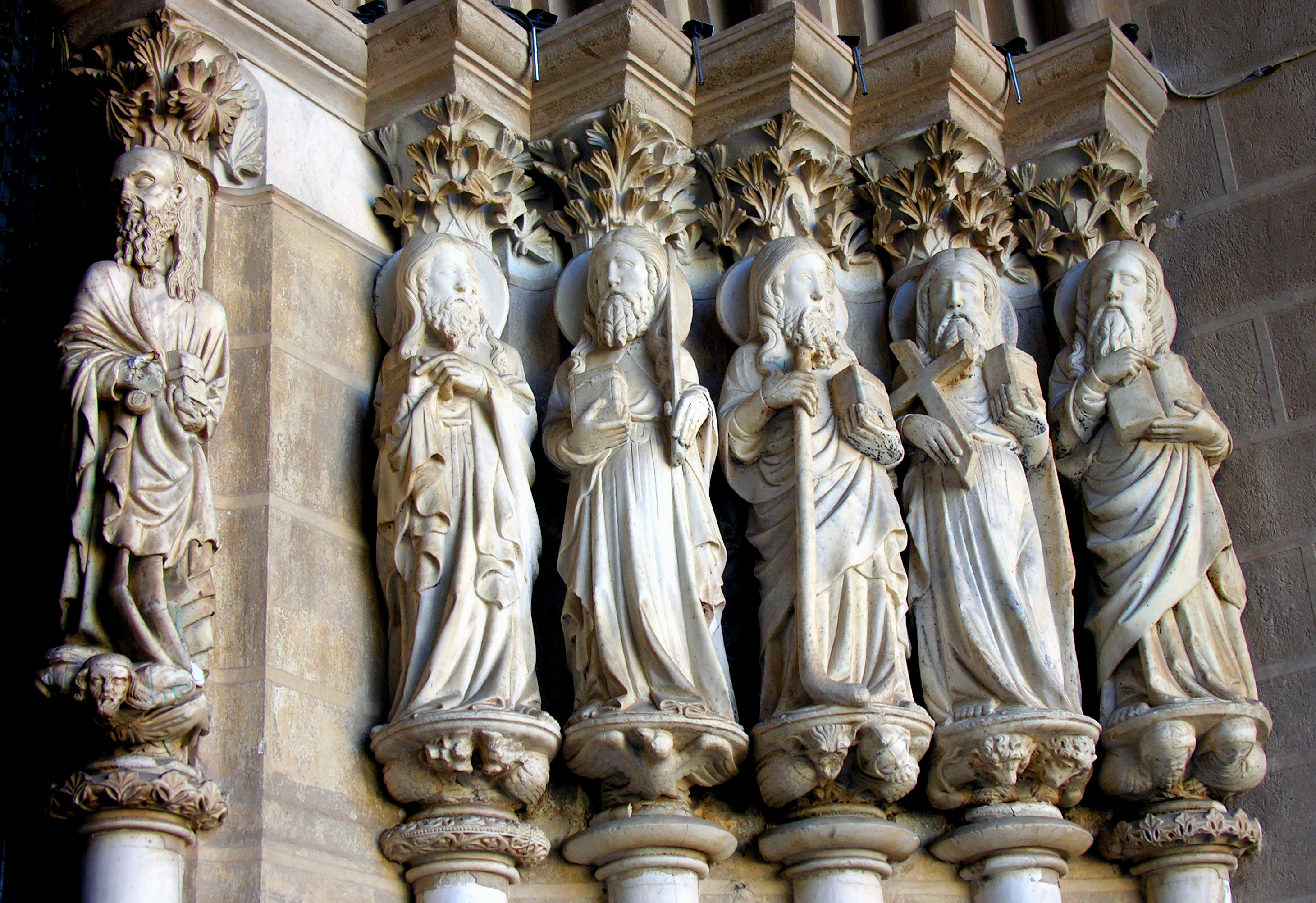
Apostolado de la Catedral de Évora.

## Escultura
Además de los relieves de las portadas, en la escultura gótica portuguesa destacan los monumentos funerarios, como los sepulcros de Pedro I e Inés de Castro en el monasterio de Alcobaza (siglo XIV), los sepulcros reales del Monasterio de Batalha (siglo XV), y los que se hallan en muchas otras iglesias y catedrales (Catedral de Lisboa, Catedral de Braga,  Catedral de Évora -siglos XIV-XV-, etc.)

## Pintura
En la pintura gótica portuguesa de la segunda mitad del siglo XV destaca Nuno Gonçalves (paneles de São Vicente da Fora, de datación debatida, con fechas propuestas entre 1445 y 1491). Junto con el San Vicente atado a una columna y el San Vicente en la cruz en aspa, formaron parte del "programa retabular" de la capilla de San Vicente del coro de la Catedral de Lisboa. Fue reemplazado en el siglo XVII. Entre otras obras del mismo autor hubo un retablo, en la misma catedral, destruido en el terremoto de Lisboa.

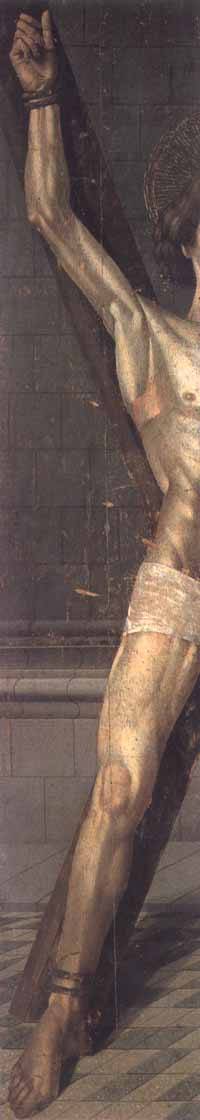
San Vicente en la cruz en aspa de Nuno Gonçalves.
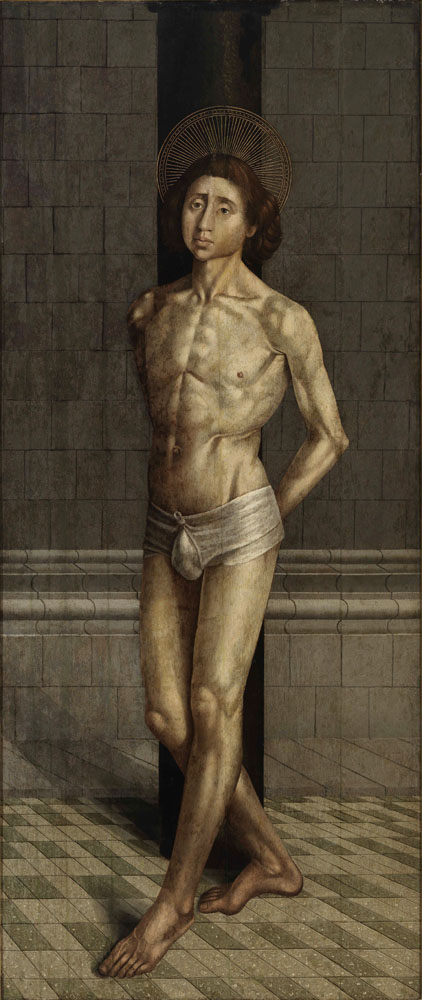
San Vicente atado a una columna de Nuno Gonçalves.
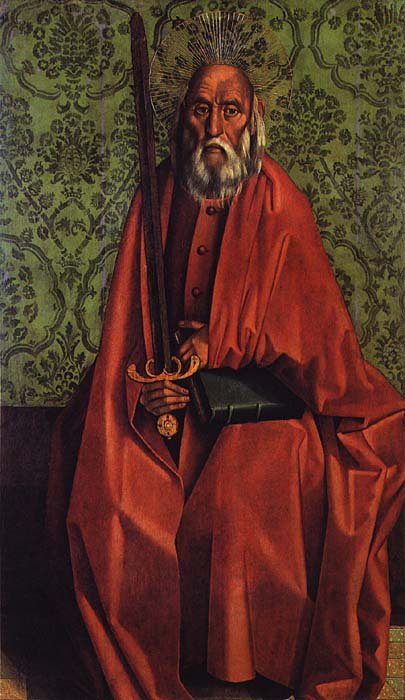
San Pablo, de Nuno Gonçalves
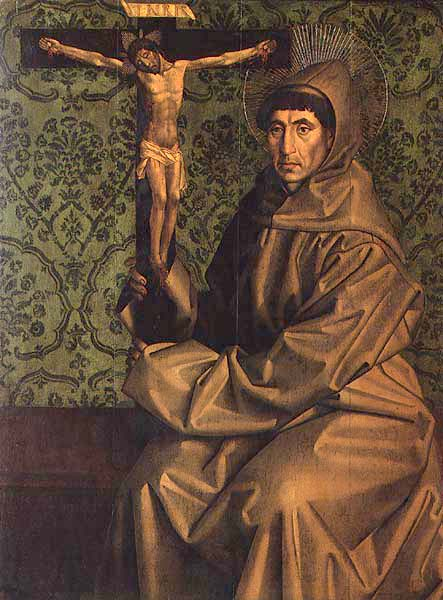
San Francisco, de Nuno Gonçalves. De la misma serie se conserva un San Teotonio o San Agustín.
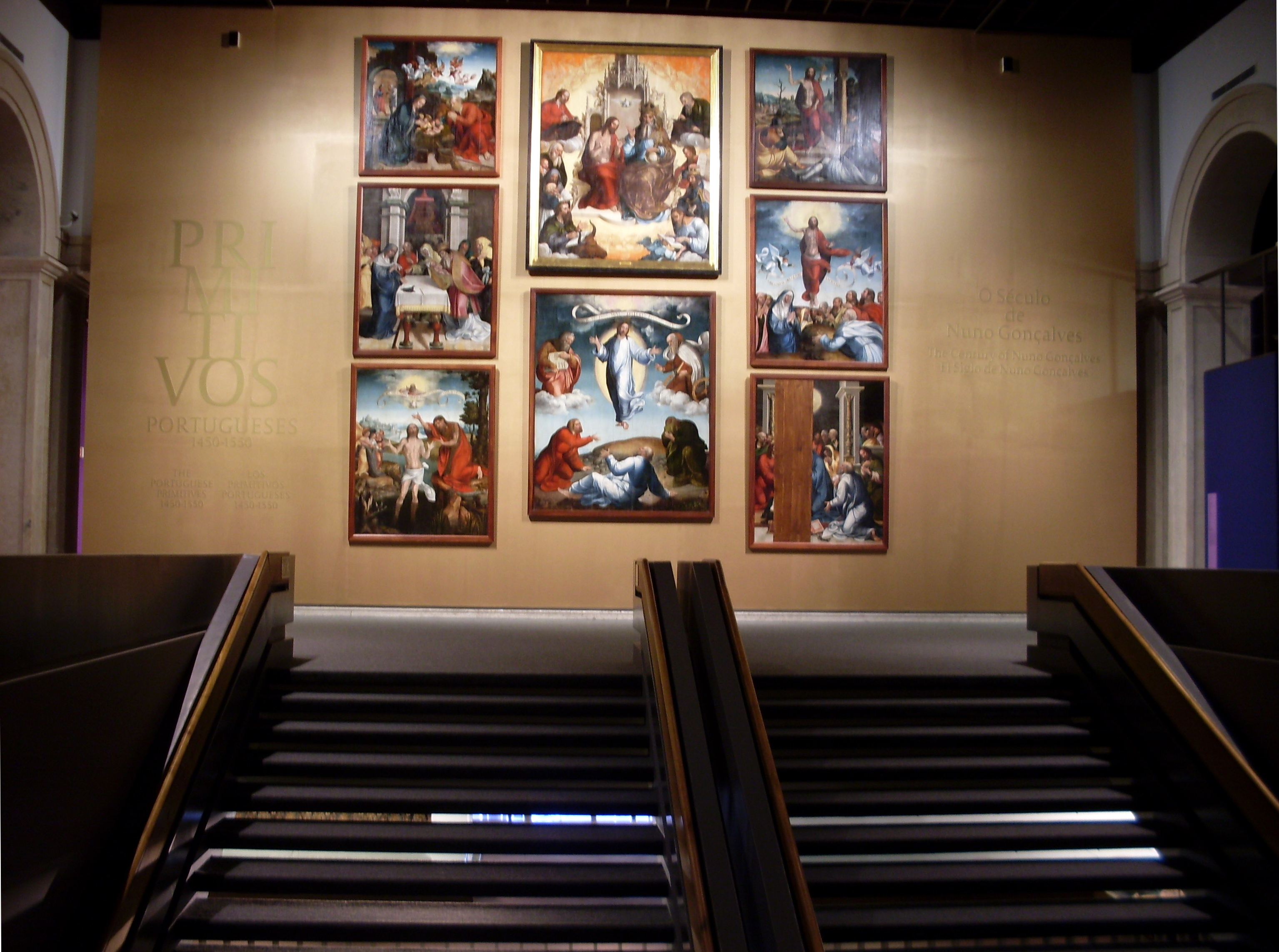
Retablo del Mosteiro da Trindade (1537).
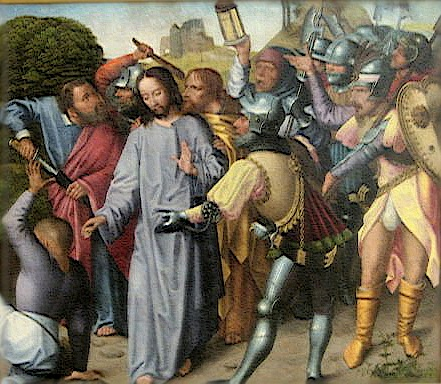
Panel central del llamado "retablo de Évora" o "políptico de la vida de la Virgen" (ca. 1500), del Maestro del retablo de Évora

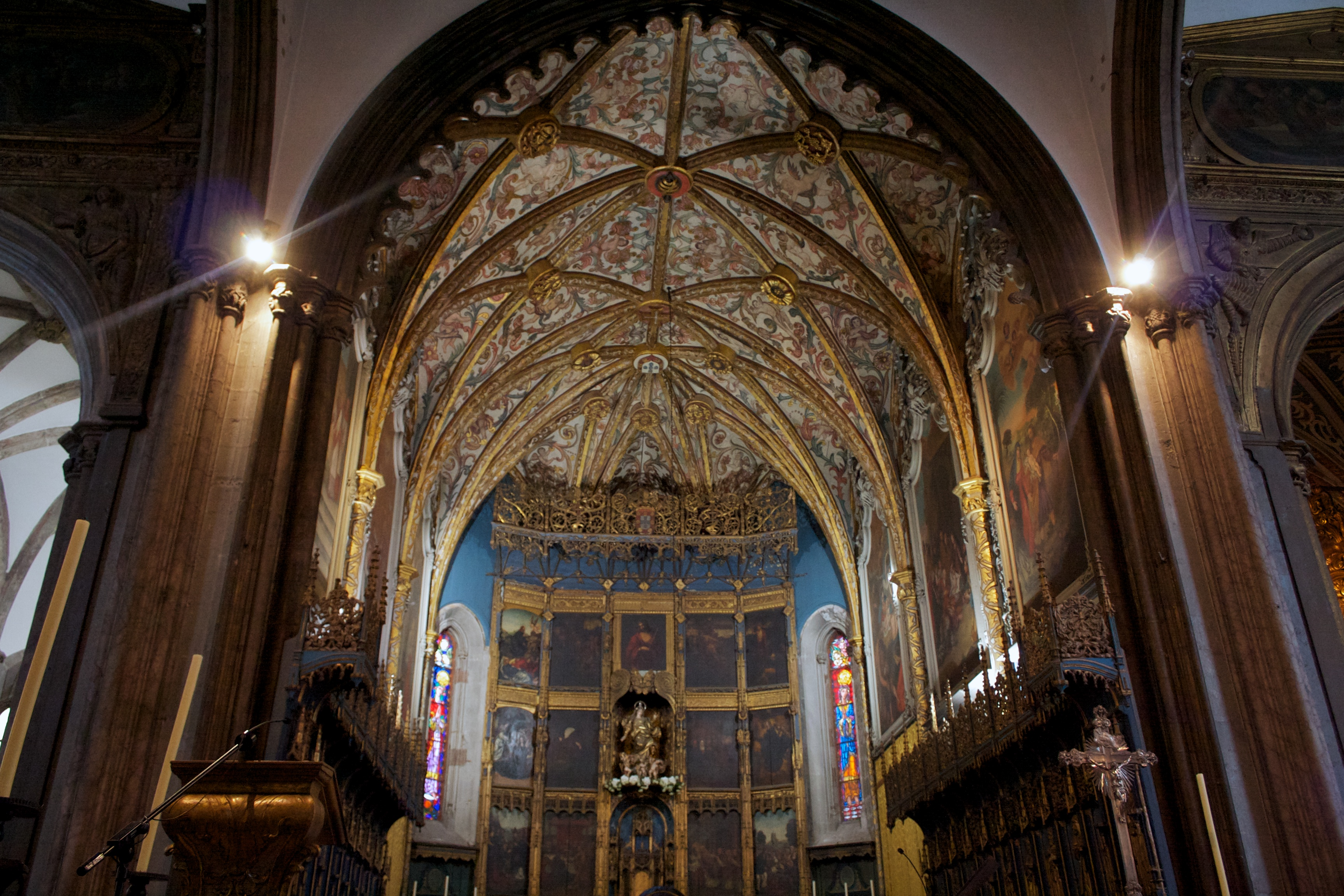
Catedral de Funchal.

## El Gótico portugués y la Era de los Descubrimientos
Durante el siglo XV y el inicio del siglo XVI, el Gótico y el Manuelino se extendieron a los territorios de expansión portuguesa por el Atlántico: Azores y Madeira. La Catedral de Funchal se construyó entre 1493 e 1514 en estilo manuelino. En cambio, no hay construcciones góticas en Brasil, dado que para 1530 ya estaba implantado el estilo renacentista en Portugal.